# كريستين إم. ديفيس
كريستين إم. ديفيس (بالإنجليزية: Kristin M. Davis)‏ هي قوادة ‏ أمريكية، ولدت في 7 يوليو 1977 في فريسنو في الولايات المتحدة.